# Nesobasis brachycerca
Nesobasis brachycerca är en trollsländeart som beskrevs av Tillyard 1924. Nesobasis brachycerca ingår i släktet Nesobasis och familjen dammflicksländor. Inga underarter finns listade i Catalogue of Life.